# ザ・ビッグバンド・サウンド・オブ・サド・ジョーンズ / メル・ルイス・フィーチャリング・ミス・ルース・ブラウン
『ザ・ビッグバンド・サウンド・オブ・サド・ジョーンズ / メル・ルイス・フィーチャリング・ミス・ルース・ブラウン』（The Big Band Sound of Thad Jones / Mel Lewis Featuring Miss Ruth Brown）は、サド・ジョーンズ / メル・ルイス・ジャズ・オーケストラのアルバムである。

## 収録曲
1. イエス・サー, ザッツ・マイ・ベイビー - "Yes Sir, That's My Baby"
2. トラブル・イン・マインド - "Trouble in Mind"
3. ソニー・ボーイ - "Sonny Boy"
4. バイ・バイ・ブラックバード - "Bye Bye Blackbird"
5. アイム・ゴナ・ムーブ・トゥ・ザ・アウトスカーツ・オブ・タウン - "I'm Gonna Move to the Outskirts of Town"
6. ブラック・コーヒー - "Black Coffee"
7. ビー・エニシング（バット・ビー・マイン） - "Be Anything (but Be Mine)"
8. ユー・ウォント・レット・ミー・ゴー - "You Won't Let Me Go"
9. ファイン・ブラウン・フレーム - "Fine Brown Frame"

## 演奏メンバー
- ルース・ブラウン - ボーカル
- サド・ジョーンズ - フリューゲルホルン
- ジェローム・リチャードソン (Jerome Richardson) - アルトサックス
- ジェリー・ダジォン (Jerry Dodgion) - アルトサックス
- エディ・ダニエルズ (Eddie Daniels) - テナーサックス
- セルダン・パウエル (Seldon Powell) - テナーサックス
- ペッパー・アダムス (Pepper Adams) - バリトンサックス
- スヌーキー・ヤング (Snooky Young) - トランペット
- リチャード・ウィリアムズ (Richard Williams) - トランペット
- ジミー・ノッティンガム (Jimmy Nottingham) - トランペット
- ダニー・ムーア (Danny Moore) - トランペット
- ビル・ベリー (Bill Berry) - トランペット
- ガーネット・ブラウン (Garnett Brown) - トロンボーン
- ジミー・ネッパー (Jimmy Knepper) - トロンボーン
- クリフ・ヘザー (Cliff Heather) - トロンボーン
- ジミー・クリーブランド (Jimmy Cleveland) - トロンボーン
- ローランド・ハナ (Roland Hanna) - ピアノ
- リチャード・デイヴィス (Richard Davis) - ベース
- メル・ルイス - ドラム